# Distretto di Zhaohua
Il distretto di Zhaohua (昭化区S, Zhāohuà QūP) (già distretto di Yuanba) è un distretto della Cina, situato nella provincia di Sichuan e amministrato dalla prefettura di Guangyuan.